# Gabriel Suazo
Gabriel Alonso Suazo Urbina (Santiago, 9 de agosto de 1997) é um futebolista chileno que atua como volante. Atualmente joga no Sevilla.

## Seleção Chilena
Suazo foi convocado pela primeira vez para defender a seleção principal do Chile em um jogo amistoso contra o Burkina Faso, no dia 3 de junho de 2017.